# Chang (James Bond)
Chang é um personagem fictício do filme 007 contra o Foguete da Morte (1979), décimo-primeiro da série cinematográfica de James Bond, criado por Ian Fleming.

## Características
Oriental, perito em artes marciais, capanga e assassino frio sob as ordens do vilão Hugo Drax, ele tenta matar Bond duas vezes, falhando nas duas e sendo morto por 007 em combate corporal.

## No filme
Chang aparece pela primeira no complexo de alta tecnologia espacial de Drax, onde, por ordens do patrão, que acha que Bond sabe mais do que parece sobre seus planos, tenta matar 007 quando ele faz um teste na centrífuga de teste de força G, para treinamento de astronautas, mantida por Drax sob a supervisão de Holly Goodhead, que se ausenta no momento.
Pouco depois, é ele quem solta os ferozes cães dobermann de Drax que saem em perseguição a Corinne Dufour, piloto do helicóptero do magnata, que o traiu após fazer amor com Bond, e que a matam a dentadas na floresta de propriedade do vilão.
Seu embate final com Bond acontece em Veneza, quando se enfrentam nas dependências de um museu dentro da fábrica de vidro de Drax. Paramentado com quimono, espada e máscara usada no kendo, Chang ataca Bond e na longa luta que se segue o local é praticamente destruído. Bond consegue matar o capanga jogando-o do segundo andar fábrica, através de um relógio de vidro que ornamenta a fachada, fazendo-o despencar na praça embaixo.

## O ator
Chang foi vivido no cinema por um grande mestre internacional do aikido, não-ator, Toshiro Suga. O convite para o papel veio do produtor dos filmes de Bond, Michael G. Wilson, na época um devotado aluno de Suga no aprendizado da arte marcial.